# العلاقات الرواندية الكولومبية
العلاقات الرواندية الكولومبية هي العلاقات الثنائية التي تجمع بين رواندا وكولومبيا.

## مقارنة بين البلدين
هذه مقارنة عامة ومرجعية للدولتين:
| وجه المقارنة                                              | رواندا                                        | كولومبيا        |
| --------------------------------------------------------- | --------------------------------------------- | --------------- |
| المساحة (كم2)                                             | 26.34 ألف                                     | 1.14 مليون      |
| عدد السكان (نسمة)                                         | 12.21 مليون                                   | 49.07 مليون     |
| الكثافة السكانية (ن./كم²)                                 | 463.55                                        | 43.04           |
| العاصمة                                                   | كيغالي                                        | بوغوتا          |
| اللغة الرسمية                                             | اللغة الكينيارواندا، لغة إنجليزية، لغة فرنسية | اللغة الإسبانية |
| العملة                                                    | فرنك رواندي                                   | بيزو كولومبي    |
| الناتج المحلي الإجمالي (بليون دولار)                      | 9.14 مليار                                    | 309.19 مليار    |
| الناتج المحلي الإجمالي (تعادل القوة الشرائية) بليون دولار | 20.46 مليار                                   | 724.96 مليار    |
| الناتج المحلي الإجمالي الاسمي للفرد دولار أمريكي          | 697                                           | 7.60 ألف        |
| الناتج المحلي الإجمالي للفرد دولار أمريكي                 | 1.66 ألف                                      | 13.36 ألف       |
| مؤشر التنمية البشرية                                      | 0.483                                         | 0.720           |
| رمز المكالمات الدولي                                      | +250                                          | +57             |
| رمز الإنترنت                                              | .rw                                           | .co             |
| المنطقة الزمنية                                           | ت ع م+02:00                                   | 00              |

## منظمات دولية مشتركة
يشترك البلدان في عضوية مجموعة من المنظمات الدولية، منها:
| علم المنظمة | اسم المنظمة                               | تاريخ انضمام رواندا | تاريخ انضمام كولومبيا |
| ----------- | ----------------------------------------- | ------------------- | --------------------- |
|             | مؤسسة التنمية الدولية                     | 30 سبتمبر 1963      | 16 يونيو 1961         |
|             | يونسكو                                    | 7 نوفمبر 1962       | 31 أكتوبر 1947        |
|             | وكالة ضمان الاستثمار متعدد الأطراف        | 27 سبتمبر 2002      | 30 نوفمبر 1995        |
|             | الأمم المتحدة                             | 18 سبتمبر 1962      | 5 نوفمبر 1945         |
|             | الاتحاد البريدي العالمي                   | ?                   | ?                     |
|             | البنك الدولي للإنشاء والتعمير             | 30 سبتمبر 1963      | 24 ديسمبر 1946        |
|             | الاتحاد الدولي للاتصالات                  | 12 ديسمبر 1962      | 25 أغسطس 1914         |
|             | منظمة حظر الأسلحة الكيميائية              | ?                   | ?                     |
|             | مؤسسة التمويل الدولية                     | 6 نوفمبر 1975       | 20 يوليو 1956         |
|             | المركز الدولي لتسوية المنازعات الاستشارية | 14 نوفمبر 1979      | 14 أغسطس 1997         |
|             | منظمة التجارة العالمية                    | ?                   | ?                     |
|             | منظمة الشرطة الجنائية الدولية             | ?                   | ?                     |

## وصلات خارجية
- موقع وزارة الخارجية الرواندية